# Agroeca aureoplumata
Agroeca aureoplumata är en spindelart som beskrevs av Eugen von Keyserling 1879. Agroeca aureoplumata ingår i släktet Agroeca och familjen månspindlar.
Artens utbredningsområde är Colombia. Inga underarter finns listade i Catalogue of Life.